# Psilofyter
Psilofyter är en samlingsbenämning för nästan utdöda växter i divisionerna rhyniofyter, zosterophyllofyter och trimerofyter.
Psilofyterna var den mest primitiva gruppen av kärlväxter och omfattade de äldsta  kända landväxterna från övre silur för mer än 390 miljoner år sedan. Under devon var gruppen utbredd över nästan hela jorden. Nu (1978) finns bara tre kända, tropiska arter kvar.
Psilofyterna är örter med gaffelgrenad stam och toppställda sporangier. Primitiva former är bladlösa och har rhizoider, de högst utvecklade har små fjällika blad och rötter.